# 마희상
마희상(馬羲祥, ?~?)은 조선 중기의 학자이다. 본관은 목천(木川). 호는 괴당(槐堂)이다.
8대조는 고려에서 평장사(平章事)를 역임한 신정군(新定君) 마경수(馬坰秀)이고, 조부는 승의 부위(承義副尉) 마우동(馬羽東)이며, 아버지는 교수(敎授) 마승원(馬承元)이고, 어머니는 덕수 김씨(德水金氏)이다. 동생은 죽계 마희경(馬羲慶)이다.
성격이 결백하였고 효렴(孝廉)으로 극찬을 받아서 조정에서는 특별히 그를 후릉참봉(厚陵參奉)에 임명했으나 사퇴하고 학문에만 전심하였다. 율곡(栗谷) 이이(李珥)가 《가전효우학관천(家傳孝友學貫天)》이라는 시를 지어 그를 칭찬했다.
아들은 1582년(선조 15) 진사시에 급제한 마여룡(馬汝龍)이고, 손자는 진사(進士) 마상원(馬尙遠)이다.